# Cantonul La Guiche
Cantonul La Guiche este un canton din arondismentul Charolles, departamentul Saône-et-Loire, regiunea Burgundia, Franța.

## Comune
| Comune                     | Populație (1999) | Cod poștal | Cod INSEE |
| -------------------------- | ---------------- | ---------- | --------- |
| Ballore                    | 84               | 71220      | 71017     |
| Chevagny-sur-Guye          | 71               | 71220      | 71127     |
| Collonge-en-Charollais     | 117              | 71460      | 71139     |
| La Guiche                  | 645              | 71220      | 71231     |
| Joncy                      | 457              | 71460      | 71242     |
| Marizy                     | 453              | 71220      | 71279     |
| Pouilloux                  | 805              | 71230      | 71356     |
| Le Rousset                 | 231              | 71220      | 71375     |
| Saint-Marcelin-de-Cray     | 140              | 71460      | 71446     |
| Saint-Martin-de-Salencey   | 116              | 71220      | 71452     |
| Saint-Martin-la-Patrouille | 61               | 71460      | 71458     |